# 13e Satellite Awards
De uitreiking van de 13e Satellite Awards, waarbij prijzen werden uitgereikt in verschillende categorieën voor film en televisie uit het jaar 2008, vond plaats in Los Angeles op zondag 14 december 2008.

## Film

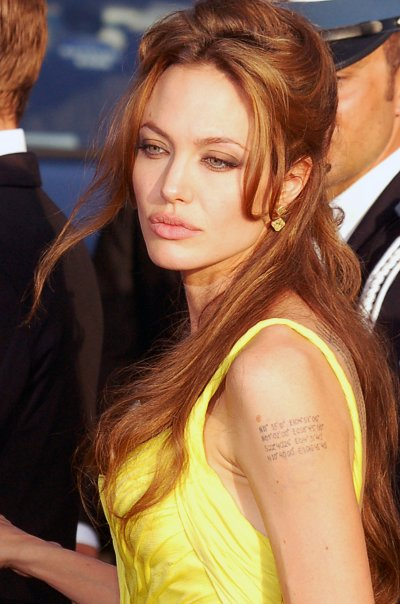
Angelina Jolie (Changeling), winnaar beste actrice in een dramafilm

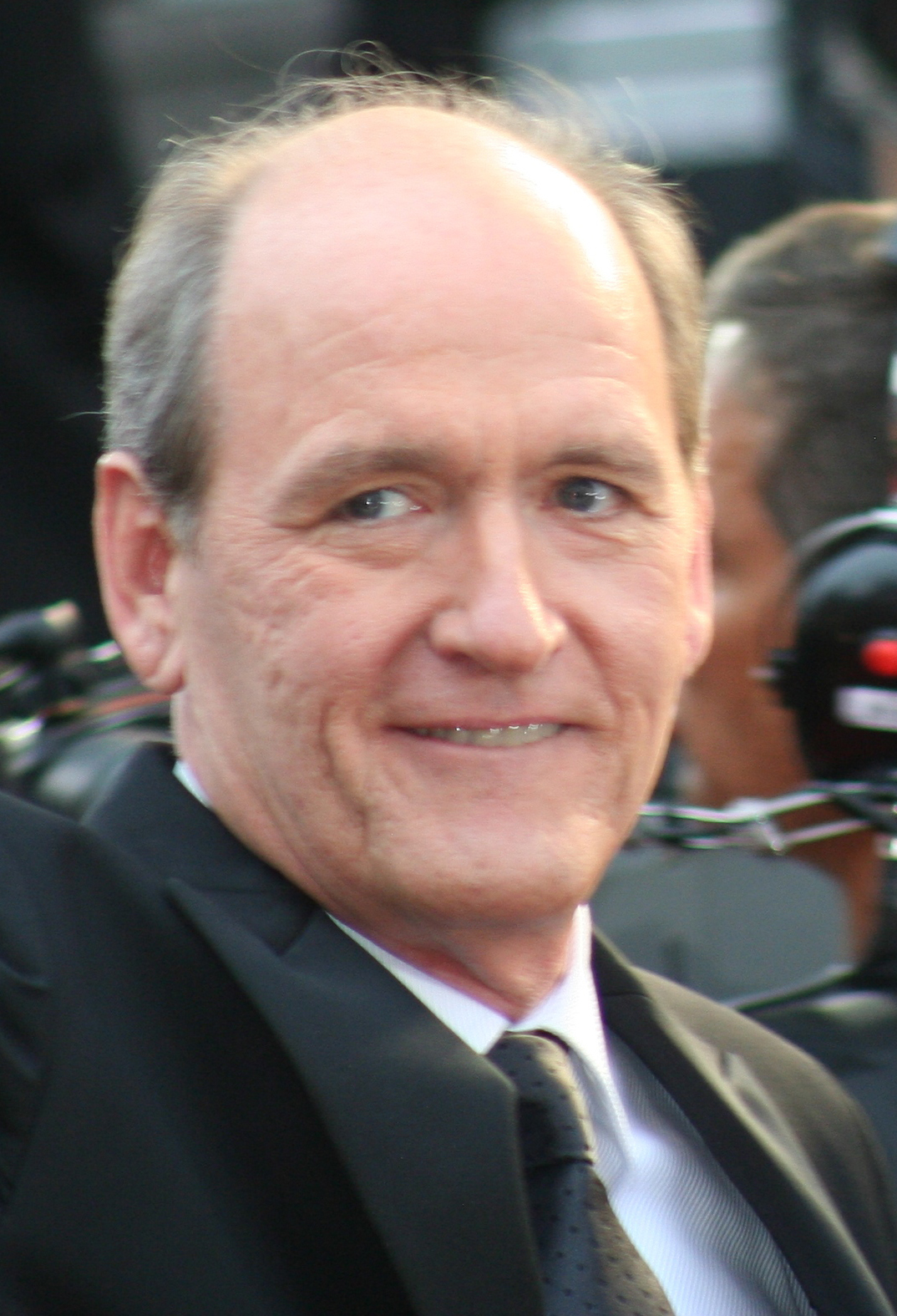
Richard Jenkins (The Visitor), winnaar beste acteur in een dramafilm

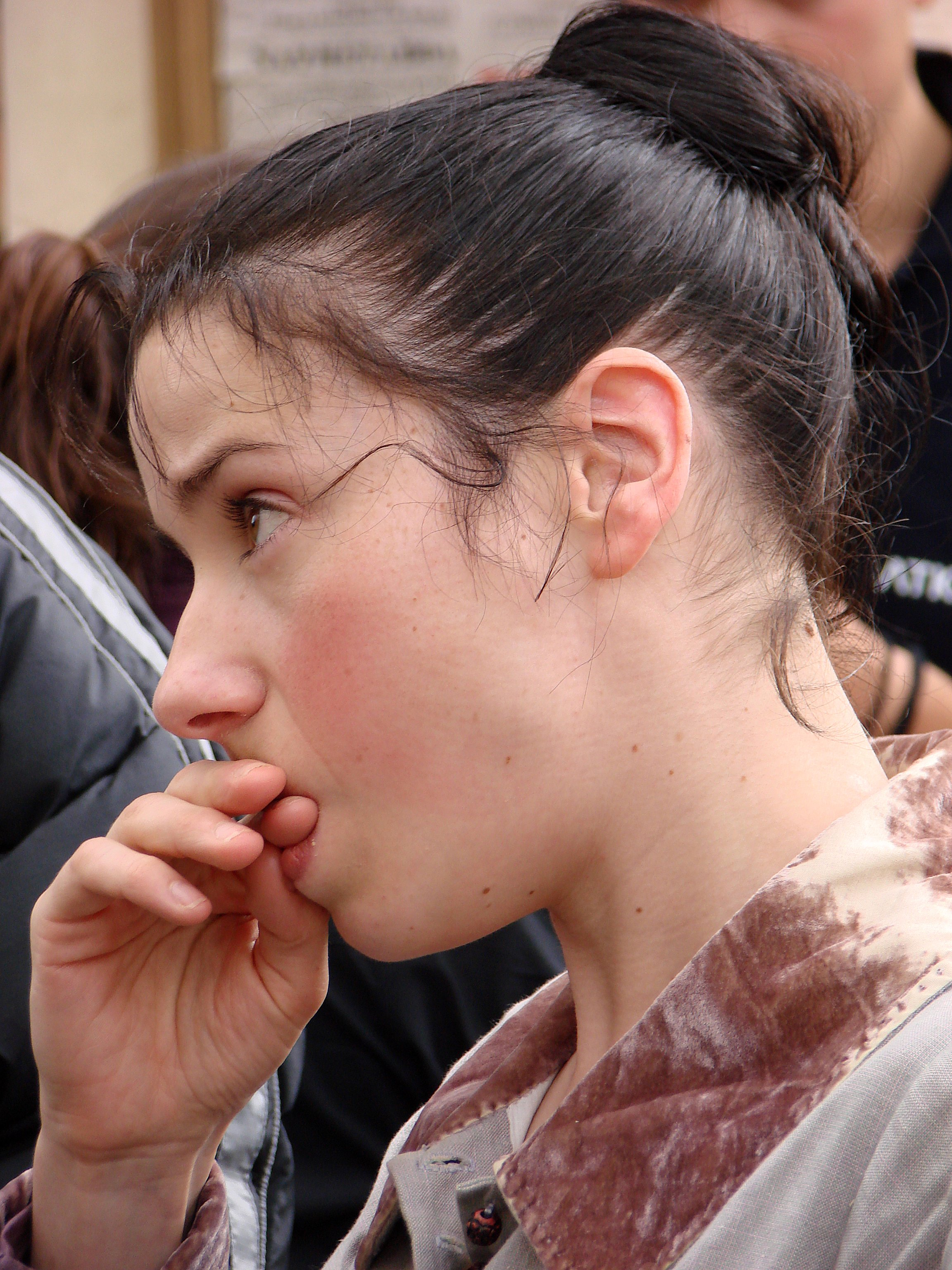
Sally Hawkins (Happy-Go-Lucky), winnaar beste actrice in een komische of muzikale film

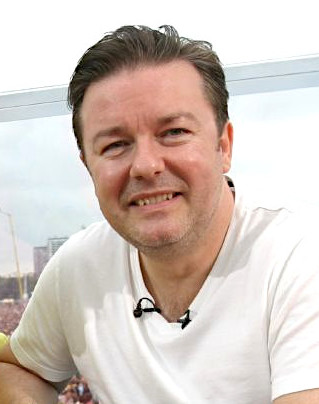
Ricky Gervais (Ghost Town), winnaar beste acteur in een komische of muzikale film

### Beste dramafilm
- Slumdog Millionaire
  - Frost/Nixon
  - Frozen River
  - Milk
  - The Reader
  - Revolutionary Road

### Beste komische of muzikale film
- Happy-Go-Lucky
  - Choke
  - In Bruges
  - Nick and Norah's Infinite Playlist
  - Tropic Thunder
  - Vicky Cristina Barcelona

### Beste actrice in een dramafilm
- Angelina Jolie - Changeling
  - Anne Hathaway - Rachel Getting Married
  - Melissa Leo - Frozen River
  - Meryl Streep - Doubt
  - Kristin Scott Thomas - Il y a longtemps que je t'aime
  - Kate Winslet - The Reader

### Beste acteur in een dramafilm
- Richard Jenkins - The Visitor
  - Leonardo DiCaprio - Revolutionary Road
  - Frank Langella - Frost/Nixon
  - Sean Penn - Milk
  - Mickey Rourke - The Wrestler
  - Mark Ruffalo - What Doesn't Kill You

### Beste actrice in een komische of muzikale film
- Sally Hawkins - Happy-Go-Lucky
  - Kat Dennings - Nick and Norah's Infinite Playlist
  - Catherine Deneuve - Un conte de Noël
  - Lisa Kudrow - Kabluey
  - Debra Messing - Nothing Like the Holidays
  - Meryl Streep - Mamma Mia!

### Beste acteur in een komische of muzikale film
- Ricky Gervais - Ghost Town
  - Josh Brolin - W.
  - Michael Cera - Nick and Norah's Infinite Playlist
  - Brendan Gleeson - In Bruges
  - Sam Rockwell - Choke
  - Mark Ruffalo - The Brothers Bloom

### Beste actrice in een bijrol
- Rosemarie DeWitt - Rachel Getting Married
  - Penélope Cruz - Elegy
  - Anjelica Huston - Choke
  - Beyoncé - Cadillac Records
  - Sophie Okonedo - The Secret Life of Bees
  - Emma Thompson - Brideshead Revisited

### Beste acteur in een bijrol
- Michael Shannon - Revolutionary Road
  - Robert Downey, Jr. - Tropic Thunder
  - James Franco - Milk
  - Philip Seymour Hoffman - Doubt
  - Heath Ledger - The Dark Knight
  - Rade Šerbedžija - Fugitive Pieces

### Beste niet-Engelstalige film
- Gomorrah (Italië)
  - Caramel (Frankrijk/Libanon)
  - The Class (Entre les murs) (Frankrijk)
  - Låt den rätte komma in (Zweden)
  - Reprise (Noorwegen)
  - Sangre de mi sangre (Argentinië)

### Beste geanimeerde of mixed media film
- WALL•E
  - Bolt
  - Horton Hears a Who!
  - The Sky Crawlers
  - The Tale of Despereaux
  - Waltz with Bashir

### Beste documentaire
- Anita O'Day: The Life of a Jazz Singer
- Man on Wire
  - Encounters at the End of the World
  - Pray the Devil Back to Hell
  - Religulous
  - Waltz with Bashir

### Beste regisseur
- Danny Boyle - Slumdog Millionaire
  - Stephen Daldry - The Reader
  - Ron Howard - Frost/Nixon
  - Thomas McCarthy - The Visitor
  - Christopher Nolan - The Dark Knight
  - Gus Van Sant - Milk

### Beste origineel script
- The Visitor - Thomas McCarthy
  - Australia - Baz Luhrmann
  - Frozen River - Courtney Hunt
  - Milk - Dustin Lance Black
  - Seven Pounds - Grant Nieporte

### Beste bewerkte script
- Frost/Nixon - Peter Morgan
  - The Curious Case of Benjamin Button - Eric Roth en Robin Swicord
  - Doubt - John Patrick Shanley
  - Elegy - Philip Roth
  - The Reader - David Hare
  - Revolutionary Road - Justin Haythe
  - Slumdog Millionaire - Simon Beaufoy

### Beste filmsong
- "Another Way to Die" - Quantum of Solace
  - "By the Boab Tree" - Australia
  - "If the World" - Body of Lies
  - "Jai Ho" - Slumdog Millionaire
  - "Down to Earth" - WALL•E
  - "The Wrestler" - The Wrestler

### Beste cinematografie
- Australia
  - Brideshead Revisited
  - Changeling
  - The Curious Case of Benjamin Button
  - The Duchess
  - Snow Angels

### Beste visuele effecten
- Australia
  - The Dark Knight
  - The Day the Earth Stood Still
  - Iron Man
  - Quantum of Solace

### Beste montage
- Iron Man
  - Australia
  - The Dark Knight
  - Frost/Nixon
  - Quantum of Solace
  - Slumdog Millionaire

### Beste soundtrack
- Slumdog Millionaire - A.R. Rahman
  - Australia - David Hirschfelder
  - Horton Hears a Who! - John Powell
  - Milk - Danny Elfman
  - Quantum of Solace - David Arnold
  - WALL•E - Thomas Newman

### Beste geluidseffecten
- The Dark Knight
  - Australia
  - The Day the Earth Stood Still
  - Iron Man
  - Quantum of Solace

### Beste Art Direction
- Australia
  - Brideshead Revisited
  - City of Ember
  - The Curious Case of Benjamin Button
  - The Duchess
  - Revolutionary Road

### Beste kostuums
- The Duchess
  - Australia
  - Brideshead Revisited
  - City of Ember
  - The Curious Case of Benjamin Button
  - Sex and the City

## Televisie

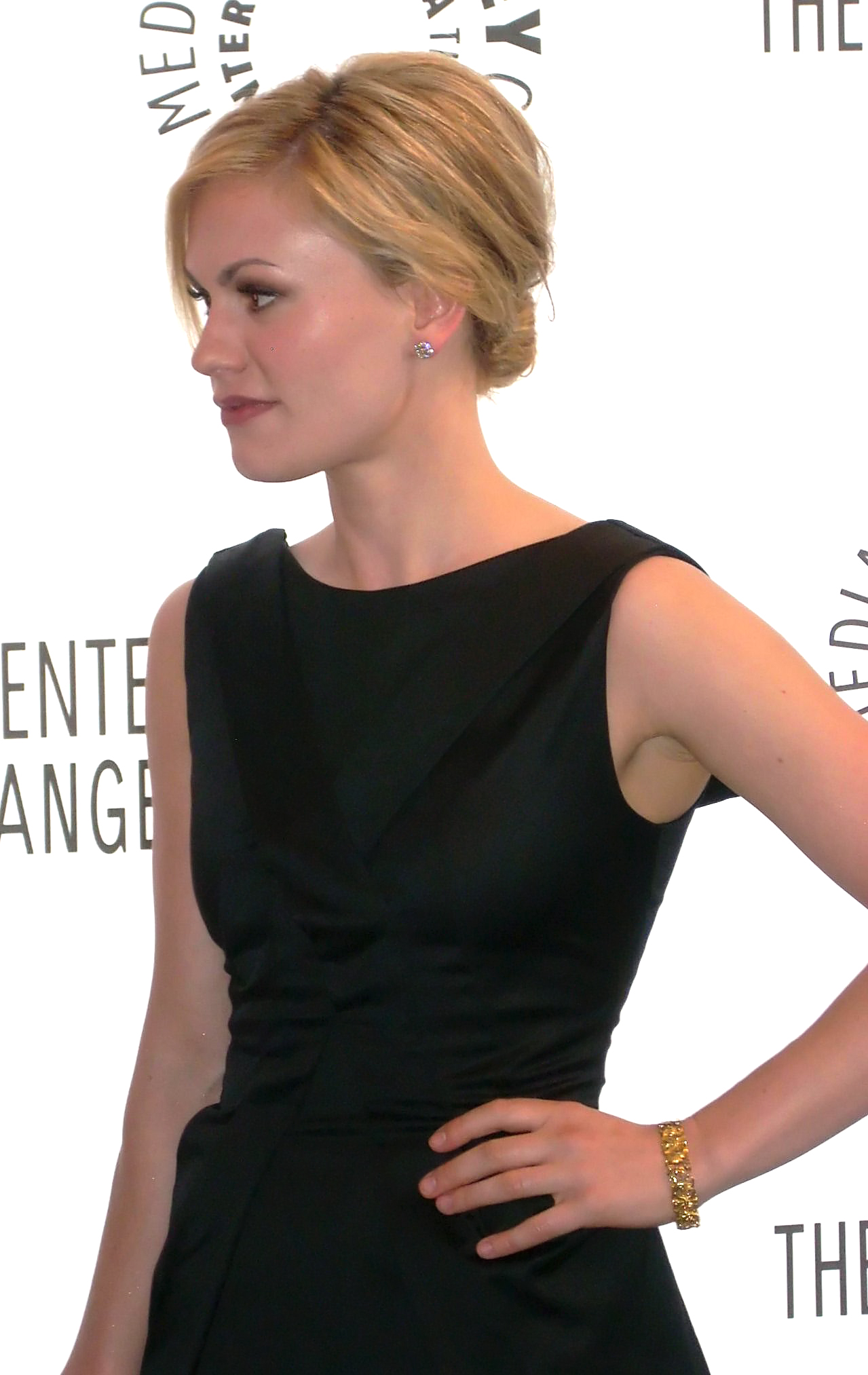
Anna Paquin (True Blood), winnaar beste actrice in een dramaserie

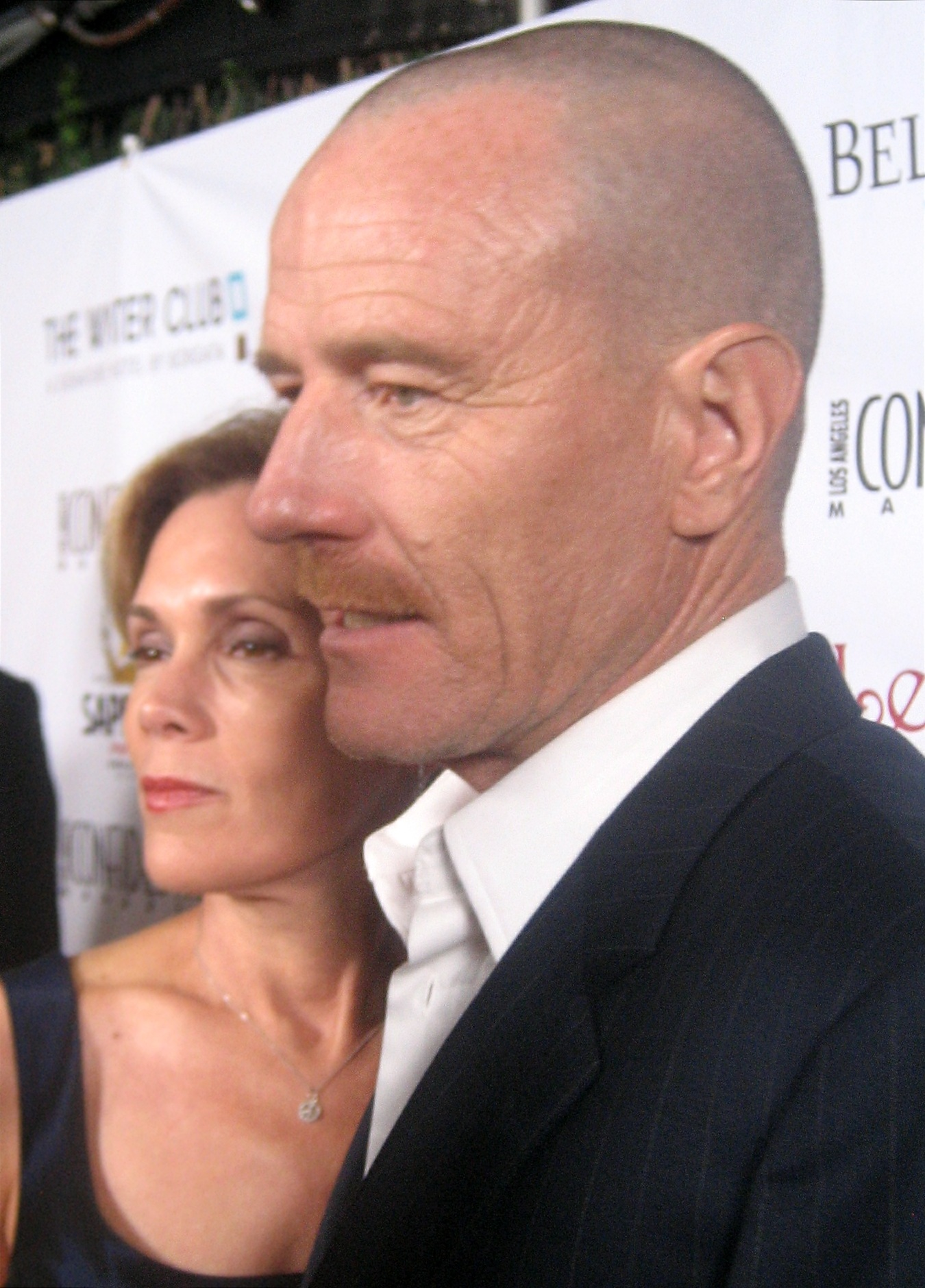
Bryan Cranston (Breaking Bad), winnaar beste acteur in een dramaserie

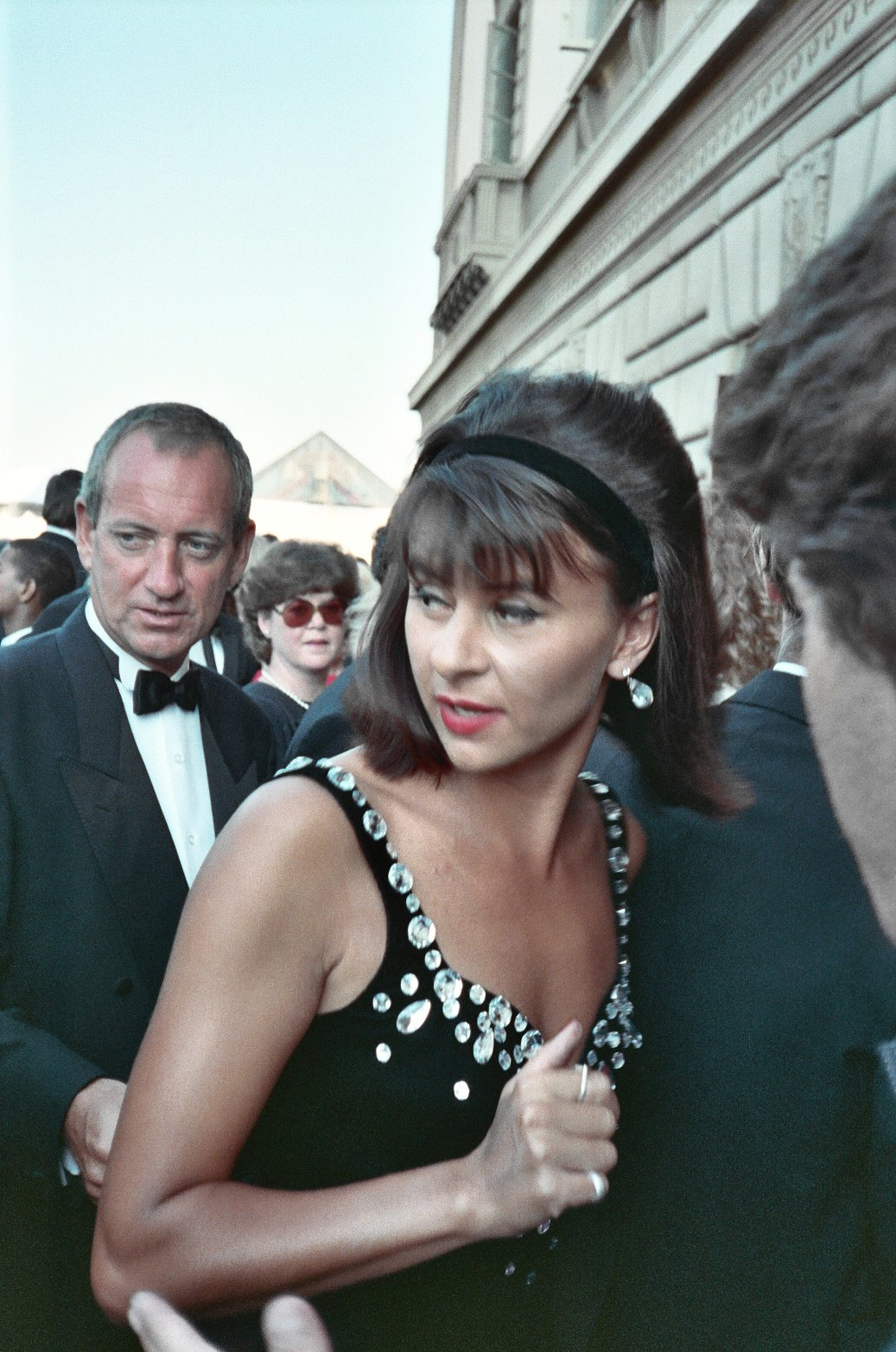
Tracey Ullman, winnaar beste actrice in een komische of muzikale serie

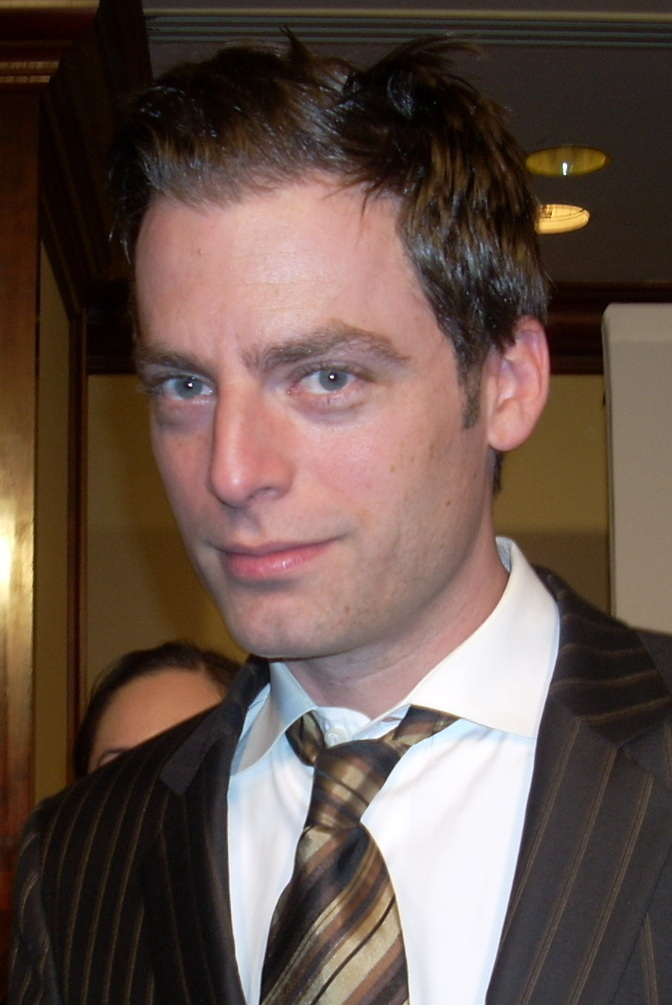
Justin Kirk (Weeds), winnaar beste acteur in een komische of muzikale serie

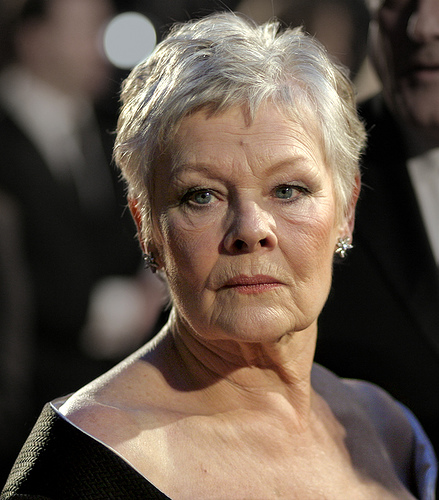
Judi Dench (Cranford), winnaar beste actrice in een televisiefilm of miniserie

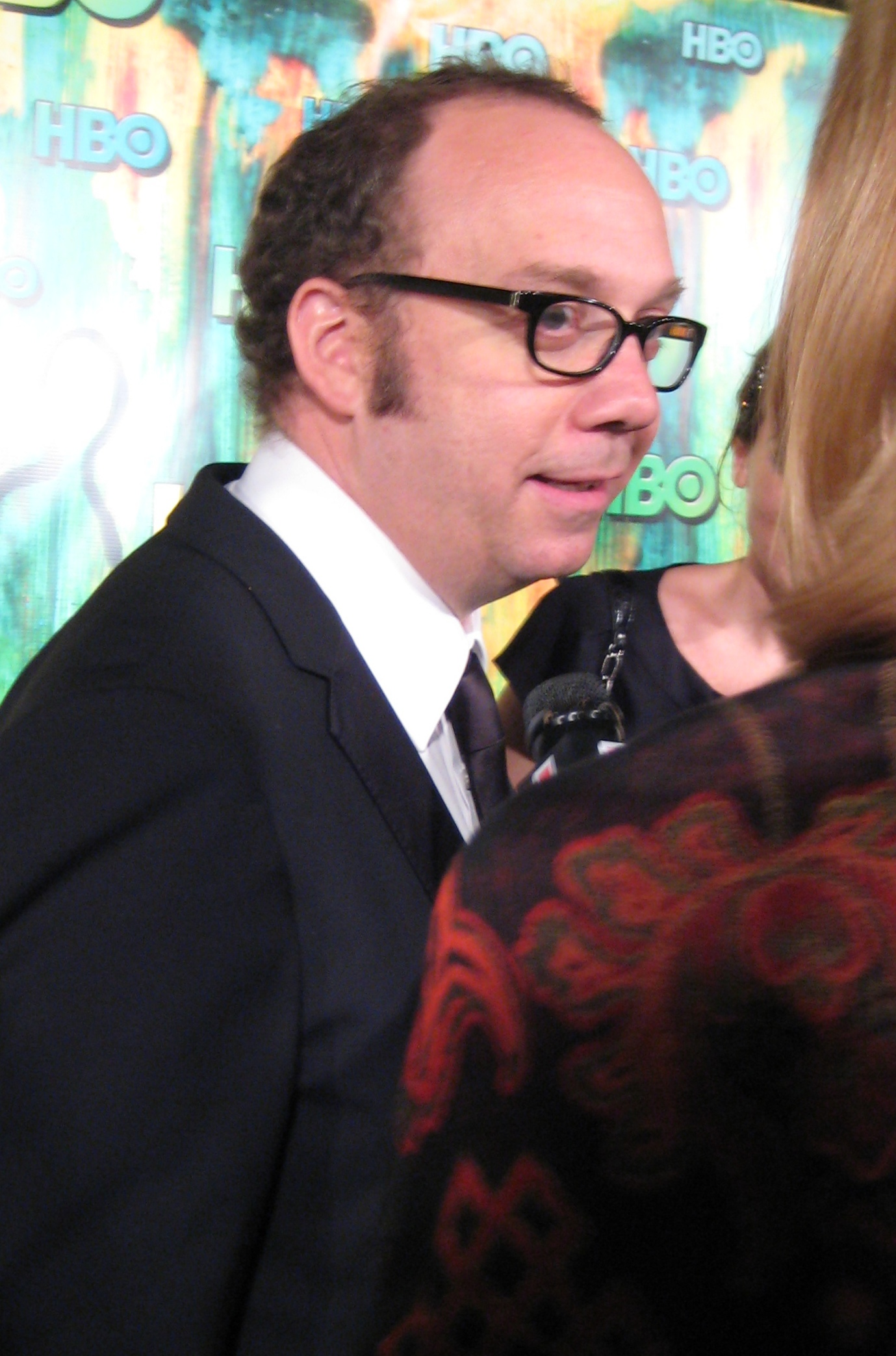
Paul Giamatti (John Adams), winnaar beste acteur in een televisiefilm of miniserie

### Beste dramaserie
- Dexter
  - Brotherhood
  - In Treatment
  - Life on Mars
  - Mad Men
  - Primeval

### Beste komische of muzikale serie
- Tracey Ullman's State of the Union
  - 30 Rock
  - The Colbert Report
  - It's Always Sunny in Philadelphia
  - Pushing Daisies
  - Skins

### Beste miniserie
- Cranford
  - John Adams
  - The Last Enemy

### Beste televisiefilm
- Filth: The Mary Whitehouse Story
  - The Memory Keeper's Daughter
  - Bernard and Doris
  - God on Trial
  - Recount
  - 24: Redemption

### Beste actrice in een dramaserie
- Anna Paquin - True Blood
  - Glenn Close - Damages
  - Kathryn Erbe - Law & Order: Criminal Intent
  - Holly Hunter - Saving Grace
  - Sally Field - Brothers & Sisters
  - Kyra Sedgwick - The Closer

### Beste acteur in een dramaserie
- Bryan Cranston - Breaking Bad
  - Gabriel Byrne - In Treatment
  - Michael C. Hall - Dexter
  - Jon Hamm - Mad Men
  - Jason Isaacs - Brotherhood
  - David Tennant - Doctor Who

### Beste actrice in een komische of muzikale serie
- Tracey Ullman - Tracey Ullman's State of the Union
  - Christina Applegate - Samantha Who?
  - America Ferrera - Ugly Betty
  - Tina Fey - 30 Rock
  - Julia Louis-Dreyfus - The New Adventures of Old Christine
  - Mary-Louise Parker - Weeds

### Beste acteur in een komische of muzikale serie
- Justin Kirk - Weeds
  - Alec Baldwin - 30 Rock
  - Danny DeVito - It's Always Sunny in Philadelphia
  - David Duchovny - Californication
  - Jonny Lee Miller - Eli Stone
  - Lee Pace - Pushing Daisies

### Beste actrice in een televisiefilm of miniserie
- Judi Dench - Cranford
  - Jacqueline Bisset - An Old Fashioned Thanksgiving
  - Laura Linney - John Adams
  - Phylicia Rashad - A Raisin in the Sun
  - Susan Sarandon - Bernard and Doris
  - Julie Walters - Filth: The Mary Whitehouse Story

### Beste acteur in een televisiefilm of miniserie
- Paul Giamatti - John Adams
  - Benedict Cumberbatch - The Last Enemy
  - Ralph Fiennes - Bernard and Doris
  - Stellan Skarsgård - God on Trial
  - Kevin Spacey - Recount
  - Tom Wilkinson - Recount

### Beste actrice in een bijrol in een serie, miniserie of televisiefilm
- Fionnula Flanagan - Brotherhood
  - Kristin Chenoweth - Pushing Daisies
  - Laura Dern - Recount
  - Sarah Polley - John Adams
  - Dianne Wiest - In Treatment
  - Chandra Wilson - Grey's Anatomy

### Beste acteur in een bijrol in een serie, miniserie of televisiefilm
- Nelsan Ellis - True Blood
  - Željko Ivanek - Damages
  - Harvey Keitel - Life on Mars
  - John Noble - Fringe
  - John Slattery - Mad Men
  - Jimmy Smits - Dexter